# Almenno San Bartolomeo
Almenno San Bartolomeo es una localidad y comune italiana de la provincia de Bérgamo, región de Lombardía, con 5.732 habitantes.

## Evolución demográfica
| Gráfica de evolución demográfica de Almenno San Bartolomeo entre 1861 y 2001 |
|                                                                              |
| Fuente ISTAT - elaboración gráfica de Wikipedia                              |